# 何世楨
何世桢（1895年—1972年10月17日），号干臣，字思毅，安徽省望江县吉水人，1947年当选望江县第1屆中華民國國民大會代表。

## 生平
1918年毕业于北京大学英文系，之后赴上海东吴大学攻读法律系。1919年五四运动期间，何世桢是组织上海学生响应的主要负责人之一，担任上海学联评议长，全国学联副会长。得以结识和追随孙中山。1919年由孙中山介绍加入中国国民党。1921年赴美国留学，1922年何世桢和胞弟何世枚在美国密歇根大学研究生院法学系博士毕业。回东吴大学执教法律，在上海大学英文系主任。1925年底，辞去上海大学学长职务，在其祖父何汝持资助下，与其弟何世枚创办私立持志大学。
1939年9月12日，重庆国民政府公布了第三批通缉九名汉奸名单：褚民谊、陈群、缪斌、梅思平、何世桢、高宗武、丁默邨、林柏生、李圣五。
1939年9月13日，持志大学被汪伪特工总部捣毁。何宣布持志大学及附中停办。